# Gastrochilus pankajkumarii
A Gastrochilus pankajkumarii a kosborfélék (Orchidaceae) családjába tartozó növényfaj.

## Előfordulása
Vietnám Đắk Lắk tartományának területén él, a Központi felföld (angolul Central Highlands) nedves trópusi erdeinek endemikus faja. 1800−2000 m tengerszint feletti magasságban a hegytetők közelében mohás gránitfelszíneken nő (litofita növény).

## Megjelenése
Körülbelül 10 centiméter magasra nő meg. Lándzsa alakú levéllemezei sűrűn sötétbíbor foltosak, sárga-narancssárga virágai bíbor pöttyösek.

## Felfedezése és elnevezése
A típuspéldányt 2020 augusztusában találták a vietnámi Csu Mu hegységben (angolul Chu Mu Mountain), új fajként 2021-ben írták le, az erről szóló cikk pedig 2022 januárjában jelent meg. A növény tudományos névének fajnevét (a pankajkumarii-t) Dr. Pankaj Kumar tiszteletére kapta, aki a Kadoorie Farm és Botanikus Kert munkatársaként nagymértékben hozzájárult az orchideák taxonómiájához és ökológiájának megismeréséhez.